# 에토 아키라
에토 아키라(일본어: 江藤 智, 1970년 4월 15일 ~ )는 일본의 전 프로 야구 선수이자 야구 지도자이며, 현재 요미우리 자이언츠의 3군 감독이다.

## 상세 정보

### 출신 학교
- 간토 고등학교(현재의 쇼토쿠가쿠엔 고등학교)

### 선수 경력
- 히로시마 도요 카프(1989년 ~ 1999년)
- 요미우리 자이언츠(2000년 ~ 2005년)
- 세이부 라이온스·사이타마 세이부 라이온스(2006년 ~ 2009년)

### 지도자 경력
- 요미우리 자이언츠 2군 육성 코치(2010년)
- 요미우리 자이언츠 1군 타격 코치(2011년 ~ 2013년)
- 요미우리 자이언츠 2군 타격 코치(2014년 ~ 2016년)
- 요미우리 자이언츠 1군 타격 코치(2017년)
- 요미우리 자이언츠 3군 감독(2018년 ~ )

### 수상·타이틀 경력

#### 타이틀
- 홈런왕 : 2회(1993년, 1995년)
- 타점왕 : 1회(1995년)
- 최고 출루율 : 1회(1996년)
- 최다 승리 타점 : 1회(2000년)

#### 수상
- 베스트 나인 : 7회(1993년 ~ 1996년, 1998년, 2000년, 2001년)
- 골든 글러브상 : 1회(1996년)
- 월간 MVP : 4회(1994년 8월, 1995년 6월, 1999년 8월, 2000년 6월)
- JA 전농 Go·Go상 : 2회(Go Spikes상 : 1994년 4월, Magic Glove상 : 1997년 6월)

### 개인 기록

#### 첫 기록
- 첫 출장 : 1990년 4월 7일, 대 한신 타이거스 1차전(히로시마 시민 구장), 7회말에 기토 마코토의 대타로서 출장
- 첫 타석·첫 삼진 : 상동, 7회말에 나카니시 기요오키로부터
- 첫 선발 출장 : 1990년 6월 14일, 대 주니치 드래곤스 11차전(히로시마 시민 구장), 5번·우익수로서 선발 출장, 3타수 1안타
- 첫 안타 : 상동, 6회말에 이마나카 신지로부터 유격 내야 안타
- 첫 홈런·첫 타점 : 1990년 6월 16일, 대 요코하마 다이요 웨일스 11차전(아이즈 구장), 1회초에 니우라 히사오로부터 좌월 2점 홈런
- 첫 도루 : 1992년 6월 25일, 대 요미우리 자이언츠 11차전(히로시마 시민 구장), 4회말에 2루 안착(투수 : 척 케리, 포수 : 오쿠보 히로모토)

#### 기록 달성 경력
- 통산 100홈런 : 1995년 4월 25일, 대 요미우리 자이언츠 1차전(히로시마 시민 구장), 4회말에 마키하라 히로미로부터 2점 홈런 ※역대 181번째
- 통산 150홈런 : 1996년 7월 2일, 대 요코하마 베이스타스 13차전(구레 시 니코 야구장), 2회말에 미우라 다이스케로부터 좌월 솔로 ※역대 105번째
- 통산 200홈런 : 1998년 6월 3일, 대 한신 타이거스 8차전(한신 고시엔 구장), 7회초에 후루미조 가쓰유키로부터 좌월 2점 홈런 ※역대 69번째
- 통산 1000경기 출장 : 1999년 7월 17일, 대 야쿠르트 스왈로스 16차전(메이지 진구 야구장), 4번·3루수로서 선발 출장 ※역대 352번째
- 통산 1000안타 : 1999년 8월 29일, 대 요미우리 자이언츠 24차전(히로시마 시민 구장), 3회말에 구와타 마스미로부터 중전 안타 ※역대 198번째
- 통산 250홈런 : 2000년 4월 22일, 대 히로시마 도요 카프 5차전(히로시마 시민 구장), 6회초에 도마베치 데쓰토로부터 좌월 3점 홈런 ※역대 40번째
- 통산 300홈런 : 2001년 7월 12일, 대 야쿠르트 스왈로스 16차전(도쿄 돔), 4회말에 이시이 가즈히사로부터 좌월 3점 홈런 ※역대 25번째
- 통산 1000삼진 : 2003년 4월 29일, 대 한신 타이거스 5차전(한신 고시엔 구장), 8회초에 이가와 게이로부터 ※역대 31번째
- 통산 1500경기 출장 : 2003년 7월 20일, 대 요코하마 베이스타스 20차전(요코하마 스타디움), 6번·3루수로서 선발 출장 ※역대 139번째
- 통산 350홈런 : 2006년 4월 15일, 대 지바 롯데 마린스 5차전(인보이스 SEIBU 돔), 7회말에 우치 다쓰야로부터 좌월 2점 홈런 ※역대 19번째
- 통산 1500안타 : 2006년 7월 19일, 대 후쿠오카 소프트뱅크 호크스 13차전(후쿠오카 Yahoo! JAPAN 돔), 6회초에 사토 마코토로부터 좌익선상 2루타 ※역대 88번째
- 통산 1000타점 : 2007년 9월 29일, 대 오릭스 버펄로스 22차전(교세라 돔 오사카), 6회초에 기시다 마모루로부터 좌전 적시타 ※역대 33번째
- 통산 1000득점 : 2009년 6월 13일, 대 히로시마 도요 카프 3차전(세이부 돔), 2회말에 가타오카 야스유키의 적시 2루타로 기록 ※역대 35번째

#### 기타
- 올스타전 출장 : 6회(1993년, 1995년 ~ 1996년, 1998년 ~ 1999년, 2001년)

### 등번호
- 51(1989년)
- 33(1990년 ~ 2009년)
- 80(2010년 ~ 2017년)
- 77(2018년 ~ )

### 연도별 타격 성적
| 연 도       | 소 속       | 경 기 | 타 석 | 타 수 | 득 점 | 안 타 | 2 루 타 | 3 루 타 | 홈 런 | 루 타 | 타 점 | 도 루 | 도 루 자 | 희 생 번 | 희 생 플 | 볼 넷 | 고 4 | 사 구 | 삼 진 | 병 살 타 | 타 율 | 출 루 율 | 장 타 율 | O P S |
| ----------- | ----------- | ----- | ----- | ----- | ----- | ----- | ------- | ------- | ----- | ----- | ----- | ----- | -------- | -------- | -------- | ----- | ---- | ----- | ----- | -------- | ----- | -------- | -------- | ----- |
| 1990년      | 히로시마    | 38    | 81    | 71    | 11    | 17    | 3       | 2       | 5     | 39    | 10    | 0     | 0        | 1        | 0        | 8     | 0    | 1     | 16    | 2        | .239  | .325     | .549     | .874  |
| 1991년      | 히로시마    | 91    | 317   | 260   | 33    | 56    | 9       | 1       | 11    | 100   | 31    | 0     | 4        | 4        | 1        | 46    | 0    | 6     | 87    | 5        | .215  | .345     | .385     | .730  |
| 1992년      | 히로시마    | 89    | 317   | 277   | 41    | 80    | 14      | 0       | 16    | 142   | 45    | 2     | 2        | 3        | 2        | 32    | 2    | 3     | 51    | 4        | .289  | .366     | .513     | .879  |
| 1993년      | 히로시마    | 131   | 569   | 482   | 88    | 136   | 15      | 1       | 34    | 255   | 82    | 7     | 4        | 0        | 3        | 78    | 1    | 6     | 94    | 9        | .282  | .387     | .529     | .916  |
| 1994년      | 히로시마    | 105   | 466   | 390   | 83    | 125   | 21      | 0       | 28    | 230   | 81    | 7     | 1        | 0        | 6        | 69    | 1    | 1     | 81    | 6        | .321  | .418     | .590     | 1.008 |
| 1995년      | 히로시마    | 127   | 566   | 462   | 92    | 132   | 30      | 1       | 39    | 281   | 106   | 14    | 5        | 0        | 12       | 90    | 8    | 2     | 93    | 6        | .286  | .396     | .608     | 1.004 |
| 1996년      | 히로시마    | 106   | 469   | 388   | 93    | 122   | 19      | 1       | 32    | 239   | 79    | 8     | 3        | 0        | 1        | 73    | 2    | 7     | 68    | 2        | .314  | .431     | .616     | 1.047 |
| 1997년      | 히로시마    | 110   | 479   | 393   | 78    | 99    | 12      | 3       | 28    | 201   | 76    | 3     | 0        | 0        | 1        | 81    | 4    | 4     | 92    | 6        | .252  | .384     | .511     | .896  |
| 1998년      | 히로시마    | 132   | 580   | 475   | 88    | 120   | 17      | 0       | 28    | 221   | 81    | 7     | 3        | 0        | 5        | 97    | 1    | 3     | 103   | 7        | .253  | .379     | .465     | .845  |
| 1999년      | 히로시마    | 121   | 517   | 437   | 82    | 127   | 29      | 3       | 27    | 243   | 79    | 9     | 3        | 0        | 2        | 75    | 2    | 3     | 80    | 5        | .291  | .397     | .556     | .953  |
| 2000년      | 요미우리    | 127   | 528   | 457   | 84    | 117   | 17      | 1       | 32    | 232   | 91    | 7     | 1        | 4        | 6        | 58    | 0    | 3     | 92    | 4        | .256  | .340     | .508     | .847  |
| 2001년      | 요미우리    | 134   | 568   | 485   | 86    | 138   | 21      | 1       | 30    | 251   | 87    | 9     | 7        | 3        | 3        | 73    | 0    | 4     | 72    | 11       | .285  | .381     | .518     | .898  |
| 2002년      | 요미우리    | 125   | 471   | 414   | 53    | 100   | 12      | 1       | 18    | 168   | 56    | 5     | 3        | 5        | 2        | 49    | 0    | 1     | 63    | 12       | .242  | .322     | .406     | .728  |
| 2003년      | 요미우리    | 105   | 296   | 269   | 30    | 72    | 4       | 1       | 17    | 129   | 43    | 2     | 1        | 1        | 4        | 20    | 0    | 2     | 43    | 3        | .268  | .319     | .480     | .798  |
| 2004년      | 요미우리    | 55    | 111   | 97    | 14    | 22    | 4       | 0       | 4     | 38    | 15    | 1     | 0        | 0        | 0        | 13    | 0    | 1     | 25    | 1        | .227  | .324     | .392     | .716  |
| 2005년      | 요미우리    | 81    | 111   | 93    | 7     | 16    | 4       | 0       | 0     | 20    | 4     | 0     | 0        | 0        | 2        | 16    | 0    | 0     | 25    | 3        | .172  | .288     | .215     | .503  |
| 2006년      | 세이부      | 52    | 146   | 124   | 15    | 30    | 7       | 0       | 5     | 52    | 19    | 1     | 0        | 0        | 1        | 21    | 0    | 0     | 31    | 2        | .242  | .349     | .419     | .769  |
| 2007년      | 세이부      | 43    | 118   | 109   | 10    | 25    | 5       | 1       | 3     | 41    | 17    | 0     | 0        | 0        | 0        | 8     | 0    | 1     | 28    | 2        | .229  | .288     | .376     | .664  |
| 2008년      | 세이부      | 42    | 111   | 97    | 9     | 20    | 1       | 0       | 7     | 42    | 17    | 0     | 0        | 0        | 1        | 13    | 0    | 0     | 21    | 2        | .206  | .297     | .433     | .730  |
| 2009년      | 세이부      | 20    | 44    | 39    | 4     | 5     | 2       | 0       | 0     | 7     | 1     | 0     | 0        | 1        | 0        | 3     | 0    | 1     | 10    | 0        | .128  | .209     | .179     | .389  |
| 통산 : 20년 | 통산 : 20년 | 1834  | 6915  | 5866  | 1004  | 1559  | 246     | 17      | 364   | 2931  | 1020  | 83    | 37       | 22       | 52       | 923   | 21   | 49    | 1175  | 92       | .268  | .370     | .504     | .874  |

- 굵은 글씨는 시즌 최고 성적